# Храм Серафима Саровского (Екатеринбург)

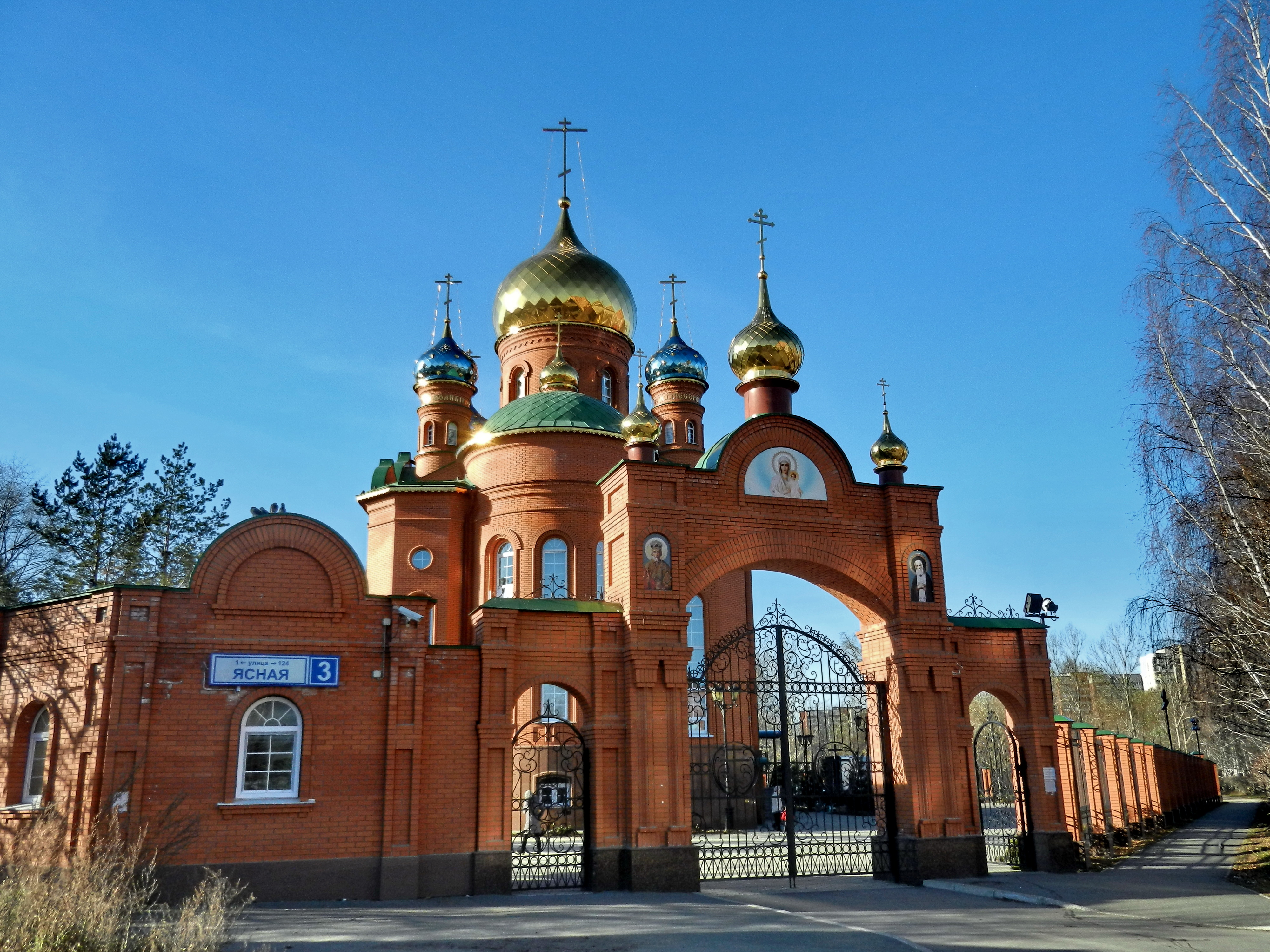
Вид с улицы Ясной

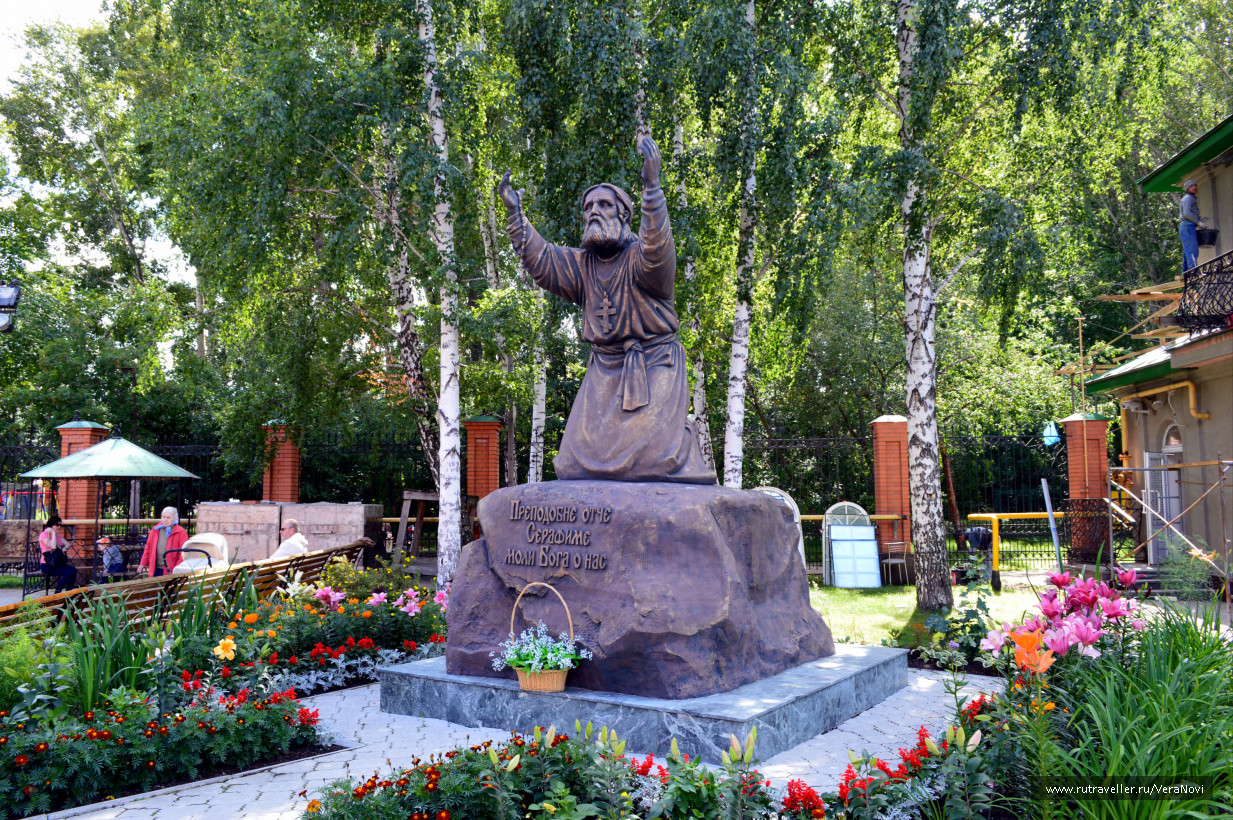
Памятник преподобному старцу Серафиму Саровскому на территории прихода

Церковь Серафима Саровского — православный храм в Екатеринбурге. Принадлежит к Екатеринбургской епархии Русской православной церкви. Образует соответствующий приход совместно с находящимся рядом храмом Николая Чудотворца, в котором хранится местночтимая Уральская икона Божией Матери.

## История
30 мая 2001 года архиепископ Екатеринбургский и Верхотурский Викентий (Морарь) совершил чин закладки первого камня в основании будущей церкви. Строительство велось шесть лет, общестроительные работы были завершены в 2006 году. 19 сентября 2006 года архиепископ Викентий совершил чин освящения крестов. 24 апреля 2007 года были освящены купола храма. 28 мая 2007 года на звонницу храма были подняты колокола. В августе 2011 года, в канун торжеств, связанных с празднованием престольного праздника Серафима Саровского, на территории храма был установлен памятник преподобному Серафиму Саровскому. Освящение памятника совершил митрополит Викентий (Морарь).

## Архитектура и внутренне убранство
В храме три этажа: на первом расположено православное сестричество во имя преподобномученицы великой княгини Елисаветы Фёдоровны; на втором — крестильня и трапезная; на третьем — молитвенное помещение храма. Храм в плане представляет базилику, разделённую на три нефа. С запада над притворной частью надстроена высокая колокольня состоящая из простого кубического основания, яруса звона и фонарика увенчанного луковичным куполом, высота колокольни с притворной частью, то есть от земли — 32 метра. Основное помещение храма увенчано пятью луковичными главами, над алтарной частью, что на востоке, один небольшой луковичный купол.

### Стиль архитектуры
В экстерьере храма присутствуют элементы разных архитектурных стилей: есть элементы стиля древнерусских храмов — луковичные главы, криволинейные закомары; паперть напоминает крыльцо деревянного древнерусского зодчества; окна на закомарах — элементы модерна. Это даёт право говорить, с одной стороны, об эклектичности архитектуры. С другой стороны, совершенно отсутствуют элементы стилей XX и XXI веков, храм как будто вовсе не является постройкой начала XXI века, а полностью соответствует моде второй половины века XIX, когда постройки из красного кирпича не оштукатуривались. Такой стиль искусствоведы именуют кирпичным.

### Интерьер
Интерьер представлен обилием арок и сводов как в византийском стиле. Всё внутреннее помещение храма расписано в лучших традициях русской академической живописи, на картинах подробно освещается житие преподобного Серафима Саровского. Шесть пилонов и их рельефное отображение на всех стенах храма украшают высокие напольные киоты выполненные в технике резьбы по дереву. Иконы украшены керамической росписью. Цвета в интерьере нежные: светло-изумрудный, светло-фиолетовый, голубой, оранжевый; трудно отнести такое сочетание цветов к какой-нибудь известной традиции, это цвета неба от рассвета до заката. В целом интерьер оказывает сильное воздействие и человек находящийся в храме во время моления чувствует себя действительно причастником Небесного Царства, дополняет эффект позолота.

## Клир
В настоящий момент:
- архимандрит Гермоген (Еремеев) — настоятель (с 2001);
- иерей Алексий Андриевских — клирик;
- иерей Дмитрий Гусев — клирик;
- диакон Леонид Заболотских — клирик.